# Uderzenie (miniserial)
Uderzenie – miniserial science fiction w reżyserii Mike’a Rohla, Zrealizowany w 2008 roku. Jest to film katastroficzny, który przedstawia jedną z wizji o końcu ludzkości.

## Osoby
- David James Elliott jako Alex Kinter
- Natasha Henstridge jako Maddie Reese
- Benjamin Sadler jako Roland
- Florentine Lahme jako Martina Aiton
- James Cromwell jako Lloyd
- Steven Culp jako prezydent Edward Taylor
- Owen Best jako Jake Kintner
- Natasha Calis jako Sadie Kintner

## Opis filmu
Podczas gdy cały świat śledzi z zapartym tchem jak na Ziemię spada największy deszcz meteorytów od przeszło 10 tys. lat, na Księżycu rozbija się asteroida, która przeleciała niezauważona w ich polu. Lądowanie wywołuje ogromną eksplozję resztek skał i gruzów. Fragmenty asteroid i resztki Księżyca przedostają się do atmosfery Ziemi, wywołując zderzenie. Pierwotne zniszczenia są minimalne, mieszkańcy planety są zaniepokojeni. Uspokajają ich wypowiedzi ekspertów, którzy twierdzą, że wypadek nie będzie miał żadnych długoterminowych implikacji. Na Ziemi zaczynają jednak występować anomalie.